# Staetherinia corydona
Staetherinia corydona är en fjärilsart som beskrevs av Druce 1898. Staetherinia corydona ingår i släktet Staetherinia och familjen tofsspinnare. Inga underarter finns listade i Catalogue of Life.